# 京本大我
京本大我（日语：／ Kyōmoto Taiga，1994年12月3日—）為日本東京都出身的偶像、歌手、演員，傑尼斯事務所旗下組合「SixTONES」的成員，於2020年1月22日正式發行單曲出道。在團內與傑西共同擔任主唱。
東京都出身，父親是演員京本政樹，母親是原偶像山本博美。

## 簡歷
- 2006年5月4日加入傑尼斯事務所，同年夏加入了期間限定組合Kitty Jr.。
- 2007年在日本武道館進行的Johnny's Jr.演唱會上和中島裕翔、山田涼介、知念侑李、森本龍太郎、森本慎太郎作為J.J.Express的弟組成員開始活動。
- 2015年5月1日，在舞台劇「傑尼斯銀座2015」上，公佈了與私立馬鹿蘭高校的另外五位參演者傑西、松村北斗、森本慎太郎、田中樹及高地優吾組成小傑尼斯組合SixTONES。
- 2015年6月 - 8月參演音樂劇「伊麗莎白」，於劇中飾演魯奧匈帝國皇太子的魯道夫。此後2016年及2019年再演時也同樣出演這個角色。
- 2019年音樂劇「HARUTO」第一次擔當主演。
- 2020年1月22日作為SixTONES的成員CD出道。
- 2024年9月3日於個人X宣布Solo Project「ART-PUT[1]」開始活動。
- 2024年12月3日發行個人第一本寫真集「Retrace, 」。
- 2025年4月23日發行第一張個人專輯「PROT.30」。
- 憧憬的前輩為瀧澤秀明、手越祐也、山下智久、戶塚祥太

## 人物

### 家族
父親是演員京本政樹，母親是前偶像團體CanCan的成員山本博美。演員小池徹平是母親的表親。

### 入社原因
與家人到夏威夷旅行，在夏威夷的餐廳和老闆娘合照，而那張貼在店裡的照片偶然被社長強尼·喜多川看到，詢問老闆娘後得知是京本政樹的兒子，喜多川社長就向京本政樹聯絡，希望可以讓京本大我加入傑尼斯。在去見習KAT-TUN的演唱會時，在後台的走廊上與中島裕翔一邊玩一邊跳著青春Amigo，正好被喜多川社長看到，便問他「要不要出場看看？」，成為他第一次站上舞台的契機。

### 興趣
興趣是參訪寺廟和收集御朱印。18歲的時候和朋友一起去京都寺廟巡禮，19歲時自己一人獨自到京都和奈良到處參訪寺廟。2017年開始收集御朱印。在2017年舞台「少年們LIVE」演出巡迴期間和Snow Man的岩本照兩人一起到處參訪寺廟，巡迴期間參訪了超過10間以上。
非常喜歡名探偵柯南，曾在節目おしゃれイズム中介紹自己家中的柯南漫畫和收集的周邊，並分享自己已經通過柯南檢定第三級。和Travis Japan的七五三掛龍也一起去期間限定的柯南咖啡廳，曾說過除了自己的生日以外最喜歡的日子就是5月4日柯南的生日。
2020年4月在SixTONES的廣播節目中宣布自己已經通過柯南檢定第二級。
2021年4月在NTV電視節目中公開，2020年12月10日已經通過柯南檢定第一級。

## 參加組合
- Kitty Jr.（2006年8月 － 2007年3月）
- 少年邦楽専科（2010年4月4日 - 5月8日）
- SixTONES （2015年5月 - ）

## 演出

### 電視劇
- 私立馬鹿蘭高校（2012年4月14日 － 6月30日，日本電視台） - 飾 寺川麻耶
- 假面教師（2013年7月6日 － 9月28日，日本電視台） - 飾 汎
- 鼠馳江戶（2014年1月9日 － 3月20日，NHK総合） - 飾 米原廣之進
  - 鼠馳江戶2（2016年4月14日 － 6月2日，NHK総合） - 飾 米原廣之進
- 哥哥扭蛋（2015年1月11日 － 3月29日，日本電視台） - 飾 紳士
- 一霎一花（2022年10月18日 － 12月20日，日本電視台） - 主演・萬木昭史
- 想踢沉迷男的女人（2023年1月14日 － 3月18日，朝日電視台） - 飾 香取俊
- Last Man-全盲搜查官- 第8話（2023年6月11日，TBS） - 飾 清水拓海
- 負責接送的澀谷哥哥（2024年4月2日 - 6月18日，關西電視台・富士電視台） - 主演・渋谷大海

### 網路劇
- 想让被称赞的男人知道的女人（2023年3月4日 - 18日、TELASA） - 主演・香取俊

### 電影
- 來自硫磺島的信（2006年12月9日、華納兄弟） - 飾 長野縣的小孩（只有歌聲演出）
- 劇場版 私立馬鹿蘭高校（2012年10月13日、SHOWGATE） - 飾 寺川麻耶
- 劇場版 假面教師（2014年2月22日、SHOWGATE） - 飾 汎
- 傑尼斯忍者來訪！ 通往未來的戰爭（2014年6月7日、松竹） - 飾
- 電影「少年們」（2019年3月29日、松竹） - 飾
- TANG（2022年8月11日、日本華納兄弟） - 飾 林原信二
- 不能說的·秘密（2024年6月28日、GAGA） - 主演・樋口湊人
- 陰陽眼見子（2025年6月6日、KADOKAWA） - 飾 遠野善

### 配音
- 半妖的夜叉姬 第43話（2022年2月12日、讀賣電視台・日本電視台系列） - 飾 偶像團體6x’s・Julian（特別演出）

### 舞台劇
- One! -the history of Tackey-（2006年9月5日 - 28日、日生劇場） - 飾 滝沢（少年期）
- 瀧澤演舞城 2007（2007年7月3日 - 29日、新橋演舞場）
  - 瀧澤演舞城 '08 命（LOVE）（2008年4月2日 - 27日、新橋演舞場） - 飾 辯天小僧菊之助
  - 瀧澤演舞城 '09 Tackey&Lucky LOVE（2009年3月29日 - 4月26日、新橋演舞場） - 飾 辯天小僧菊之助
  - 瀧澤歌舞伎 2010（2010年4月4日 - 5月8日、日生劇場）
  - 瀧澤演舞城 2013（2013年4月7日 - 5月12日、新橋演舞場） - 飾 新田真之介
  - 瀧澤歌舞伎 2014（2014年3月6日 - 30日、博多座 / 4月7日 - 5月6日、新橋演舞場） - 飾 新田真之介・平維茂
  - 瀧澤歌舞伎 2016（2016年4月10日 - 5月15日、新橋演舞場）
- DREAM BOYS（2007年9月5日 - 30日、帝國劇場） - 飾 
  - DREAM BOYS（2008年3月2日 - 30日、帝國劇場） - 飾 
  - DREAM BOYS（2009年9月4日 - 10月25日、帝國劇場）
  - DREAM BOYS（2011年9月3日 - 25日、帝國劇場）
- PLAYZONE FINAL 1986-2008〜SHOW TIME Hit Series〜 Change（2008年7月6日 - 8月31日、青山劇場）
  - PLAYZONE 2009 〜從太陽寄來的信〜（2009年7月11日 - 8月9日、青山劇場）
- 新春瀧澤革命（2009年1月1日 - 27日、帝國劇場）
  - 新春瀧澤革命（2010年1月1日 - 28日、帝國劇場）
  - 新春瀧澤革命（2011年1月1日 - 27日、帝國劇場）
- ABC座 星劇場（2012年2月4日 - 29日、日生劇場）
- ANOTHER（2013年9月4日 - 28日、日生劇場） - 飾
- 伊麗莎白（2015年6月12日 - 8月25日、帝国劇場） - 飾 魯道夫（奧匈帝國皇太子）（與古川雄大二人共演同一角）
  - 伊麗莎白（2016年6月28日 - 7月26日、帝國劇場） - 飾 魯道夫（奧匈帝國皇太子）（與古川雄大二人共演同一角）
  - 伊麗莎白（2019年6月7日 - 8月26日、帝國劇場） - 飾 魯道夫（奧匈帝國皇太子）（與三浦涼介、木村達成三人共演同一角）
- 少年們 世界的夢…不知道戰爭的孩子們（2015年9月4日 - 28日、日生劇場） - 飾 京本
- Souvenir～騒音之歌姫～（2016年2月19日 - 3月10日、Bunkamura・Sankei Hall Breeze） - 飾 Hoffman Duke[2]
- 墜入愛河♡吸血鬼（2018年3月9日 - 11日、天王洲 銀河劇場 / 3月16日、広島アステールプラザ / 3月23日 - 25日、森之宮Piloti Hall / 3月28日 - 4月1日、天王洲 銀河劇場〔東京凱旋公演〕） - 飾 HARUTO
  - HARUTO（2019年3月7日 - 13日、品川王子大飯店 ex俱樂部 / 3月16日、森之宮Piloti Hall） 主演・HARUTO
- BOSS CAT～查尔斯佩罗『穿長靴的貓』～（2018年7月6日 - 8日、東京・讀賣大手町音樂廳 / 7月19日- 22日、大阪・梅田芸術劇場 シアター・ドラマシティ） - 主演・猫
- 報童傳奇（2020年5月8日 - 30日、日生劇場 / 6月6日 - 13日、梅田芸術劇場，因新冠疫情中止後於2021年10月9日 - 30日、日生劇場 / 11月11日 - 11月17日、梅田芸術劇場恢復上演） - 主演・JACK
- 流星的音色（2022年8月4日 - 17日、新橋演舞場 / 8月21日 - 28日、御園座 / 8月31日 - 9月4日、京都四條南座 / 9月8日 - 9日、広島文化学園HBG Hall） - 主演
- 瑟堡的雨傘（2023年11月4日 - 26日、新橋演舞場 / 12月3日 - 10日、松竹座 / 12月14日 - 16日、広島文化学園HBG Hall） - 主演・Guy Foucher
- 莫札特！（2024年8月20日 - 9月29日、帝國劇場 / 10月、梅田芸術劇場 メインホール / 11月、博多座） - 主演・沃尔夫冈·阿马德乌斯·莫扎特（與古川雄大二人共演同一角）
- Once（2025年9月9日 - 28日、日生劇場 / 2025年10月4日 - 5日、御園座 / 2025年10月11日 - 10月14日、梅田芸術劇場 / 2025年10月20 - 10月26日、博多座） - 主演・Guy

### 綜藝節目
- YOU們！（日本電視台）
- 百識王（2012年11月27日 - 2013年1月22日、富士電視台）※準正規
- ガムシャラ!（2014年4月12日 - 2016年4月2日、朝日電視台）
- Golden SixTONES（2025年4月6日 - 、日本電視台）
- ワロタ！（2025年7月18日 - 、Prime Video）

### 音樂節目
- 少年倶樂部（2006年6月 - 、NHK BS Premium）
- ガムシャラJ's Party !!（2014年4月5日 - 2015年3月28日、朝日電視台）

### 廣播
- J-WAVE SPECIAL MUSIC NAVIGATOR（2020年7月23日、J-WAVE）

### 廣告
- SEIKO創業130周年記念CM「美しい女性(ひと)篇」（2011年9月1日 - ）
- 31冰淇淋真夏的雪人大作戰！企劃「パレード」編（2012年7月21日 - 9月9日）
- INABA稻葉食品「いなばのタイカレー」（2014年7月15日 - ）

### 演唱會
- 傑尼斯Jr.の大冒険!（2006年8月15日 - 25日、Hotel Grand Pacific Meridian）
- you達の音楽大運動会（2006年9月30日 - 10月1日、國立代代木第一体育館）
- 2007 謹賀新年 あけましておめでとう ジャニーズJr.大集合（2007年1月2日 - 7日、日本武道館）
- 傑尼斯Jr.の大冒険!'07 @メリディアン（2007年8月15日 - 24日、Hotel Grand Pacific Meridian）
- JOHNNYS'Jr. Hey Say 07 in YOKOHAMA ARENA （2007年9月23日 - 24日、橫濱體育館）
- サマーなら歌って踊けて JohnnYs SUMMARY 2008（2008年8月2日 -9月5日、Johnnys Theater）
- フォーラム新記録!!ジャニーズJr.1日4公演やるぞ!コンサート（2009年6月7日、東京国際forum）
- 暑假 傑尼斯Jr. 全員集合（2009年8月18日、東京国際forum）
- A.B.C-Zプロデュース フレッシュジャニーズJr.フェスティバル「みんなクリエに来てクリエ!」Part3（2010年5月28日 - 31日、THEATER CREATION）
- SUMMARY 2010（2010年7月19日 - 8月29日、東京ドームシティアトラクションズJCBホール）
- 年末ヤング東西歌合戦!東西Jr.選抜大集合2010!（2010年11月27日、NHK大厅）
- 帝劇 Johnnys Imperial Theatre Special「Kis-My-Ft2 with ジャニーズJr.」（2011年9月27日 - 29日、帝國劇場）
- Johnny's Dome Theatre 〜SUMMARY2012〜（2012年9月8日 - 9日、TOKYO DOME CITY HALL）
- Fresh 傑尼斯Jr. IN 橫濱體育館（2012年12月16日、橫濱體育館）
- JOHNNYS' Worldの感謝祭 in TOKYO DOME（2013年3月16日 - 17日、東京巨蛋）
- ガムシャラ J's Party !! Vol.4（2014年5月13日 - 14日、EX THEATER六本木）
- ガムシャラ J's Party !! Vol.5（2014年6月4日 - 5日、EX THEATER六本木）
- ガムシャラ Sexy 夏日祭典 !! （2014年7月31日 - 8月8日、EX THEATER六本木）
- ガムシャラ J's Party !! Vol.6（2014年12月17日 - 18日、EX THEATER六本木）
- ガムシャラ J's Party !! Vol.7（2015年1月23日 - 26日、EX THEATER六本木）
- ガムシャラ J's Party !! Vol.8（2015年2月19日 - 21日、EX THEATER六本木）
- ガムシャラ J's Party !! Vol.9 〜春休みコンサート〜（2015年3月30日 - 4月2日、EX THEATER六本木）
- CHANGE THE ERA -201ix-（2019年3月21日 - 5月2日、横浜アリーナ ＆ 宮城・セキスイハイムスーパーアリーナ(追加公演) ＆ 大阪城ホール）
- Rough“xxxxxx”（2019年10月9日 - 12月23日）
- TrackONE -IMPACT-（2020年1月4日 - 3月29日）※2/29-3/1静岡・3/28-29北海道公演因新冠疫情中止
- on eST（2021年1月4日 - 3月28日）※1/4-3/21 神奈川～新潟公演因新冠疫情中止，4/17-6/27 延期公演
- Feel da CITY（2022年1月4日 - 5月8日）※2/1-2/2 愛知公演、3/19-3/20 宮城公演中止，改為3/9-3/10、6/1-6/2延期公演
- 慣声の法則（2023年1月4日 - 3月19日）
- 慣声の法則 in DOME（2023年4月15日 - 4月23日、東京巨蛋 & 大阪京瓷巨蛋）
- VVS（2024年2月17日 - 4月22日、大阪京瓷巨蛋 & 福岡PayPay巨蛋 & 名古屋巨蛋 & 東京巨蛋）
- YOUNG OLD（2024年1月24日 - 4月14日、東京巨蛋 & 福岡PayPay巨蛋 & 大阪京瓷巨蛋 & 札幌巨蛋 & 名古屋巨蛋）
- TAIGA KYOMOTO Anniversary Event 『30 -THI"ART"Y-』（2024年12月3日、東京ガーデンシアター）
- TAIGA KYOMOTO LIVE TOUR 2025 BLUE OF LIBERTY （2025年5月8日 - 7月11日、Zepp Nagoya & Zepp Osaka Bayside & Zepp Haneda & 東京ガーデンシアター(追加公演)）

### 展覽
- 京本大我攝影展「視点と始点[3]」（2025年3月3日 - 24日、SAI）

## 原創歌曲
- Tears（JASRAC作品編號:200-1174-1）

作詞・作曲：京本大我
另有同團團員田中樹從旁RAP的版本。
- 僕らの朝（JASRAC作品編號：208-8058-8）

作詞：京本大我、作曲：傑西
- 茜空（JASRAC作品編號：221-8626-3）

作詞：京本大我、作曲：手越祐也
- Why （JASRAC作品編號：1K3-6311-1）

作詞：傑西/京本大我、作曲：BOYES PETER /HALLGREN JON
- 癒えない（JASRAC作品編號：244-7687-1）

作詞：京本大我、作曲：飯田涼太
- THE OTHER SIDE（JASRAC作品編號：220-0066-6）

作詞：新美香、作曲：高橋哲也
- Prelude（京本大我 from ART-PUT）

作詞：京本大我、作曲：京本大我、HAYATO YAMAMOTO
- WONDER LAND（京本大我 from ART-PUT）

作詞：京本大我、作曲：京本大我、KEIICHI OOSAWA

## [1]參考資料
1. 1 2  . 京本大我 from ART-PUT. 2025-05-08  [2025-08-14] （日语）.
2. ↑  . Johnny's New Service. 2015-12-22  [2016-01-19]. （原始内容存档于2016-01-26）.
3. ↑  . 京本大我 写真展「視点と始点」.   [2025-08-14] （日语）.

## 外部連結
- 傑尼斯事務所官網>SixTONES專頁 （页面存档备份，存于）
- SixTONES Official website（日語）
- 京本大我的X（前Twitter）（日語）
- 京本大我在互联网电影资料库（IMDb）上的資料（英文）